# 거제중학교
거제중학교(巨濟中學校)는 대한민국 경상남도 거제시 아주동에 있는 사립 중학교이다.

## 학교 연혁
- 1948년 10월 16일 : 재단법인 거제기독청년회 교육학원 설립 허가
- 1948년 10월 16일 : 거제중학교 6학급 설치인가, 초대 진도선 교장 취임
- 1979년 11월 26일 : 학교법인 지성학원으로 명의 변경
- 1980년 3월 1일 : 교명 거제여자중학교로 변경
- 1981년 2월 16일 : 학교법인 지성학원 정희자 이사장 취임
- 1985년 1월 15일 : 학원단지 신축 준공 이전
- 1986년 3월 5일 : 옥당(예절교육관) 개관
- 1994년 3월 1일 : 교명 거제중학교로 변경
- 2004년 12월 7일 : 다목적 실내체육관 개관
- 2010년 3월 2일 : 급식소 개관
- 2023년 1월 4일 : 제75회 졸업식(졸업생 227명, 총 15,445명 배출)
- 2023년 9월 1일 : 제13대 김흥곤 교장 취임

## 참고 자료
- 거제중학교 - 한국교육학술정보원 학교알리미